# Five Colleges of Ohio
The Five Colleges of Ohio, Inc. fundada em 1995. É uma associação educacional sem fins lucrativos de cinco faculdades privadas de artes liberais no estado de Ohio.

## Membros
Os membros do consórcio The Five Colleges of Ohio são:
- Denison University, Granville, Ohio[2]
- Kenyon College, Gambier, Ohio[2]
- Oberlin College, Oberlin, Ohio[2]
- Ohio Wesleyan University, Delaware, Ohio[2]
- The College of Wooster, Wooster, Ohio[2]